# Санта-Ана (місія)
27°23′ пд. ш. 55°34′ зх. д. / 27.383° пд. ш. 55.567° зх. д.
Са́нта-А́на (ісп. Reducción jesuítica de Nuestra Señora de Santa Ana) — єзуїтська місія на території сучасної аргентинської провінції Місьйонес, розташована в муніципалітеті Канделярія біля його центру, міста Санта-Ана. Це одна з християнських місій регіону, заснованих єзуїтами в 17 столітті на території, заселеній на той час індіанцями-гуарані. Власне Санта-Ана була заснована в 1633 році. Із вигнанням єзуїтів з іспанських володінь в 1767 році місія була покинута. Її руїни з 1983 року входять до списку Світової спадщини, разом з чотирма іншими місіями регіону.